# Reformierte Kirche Riein

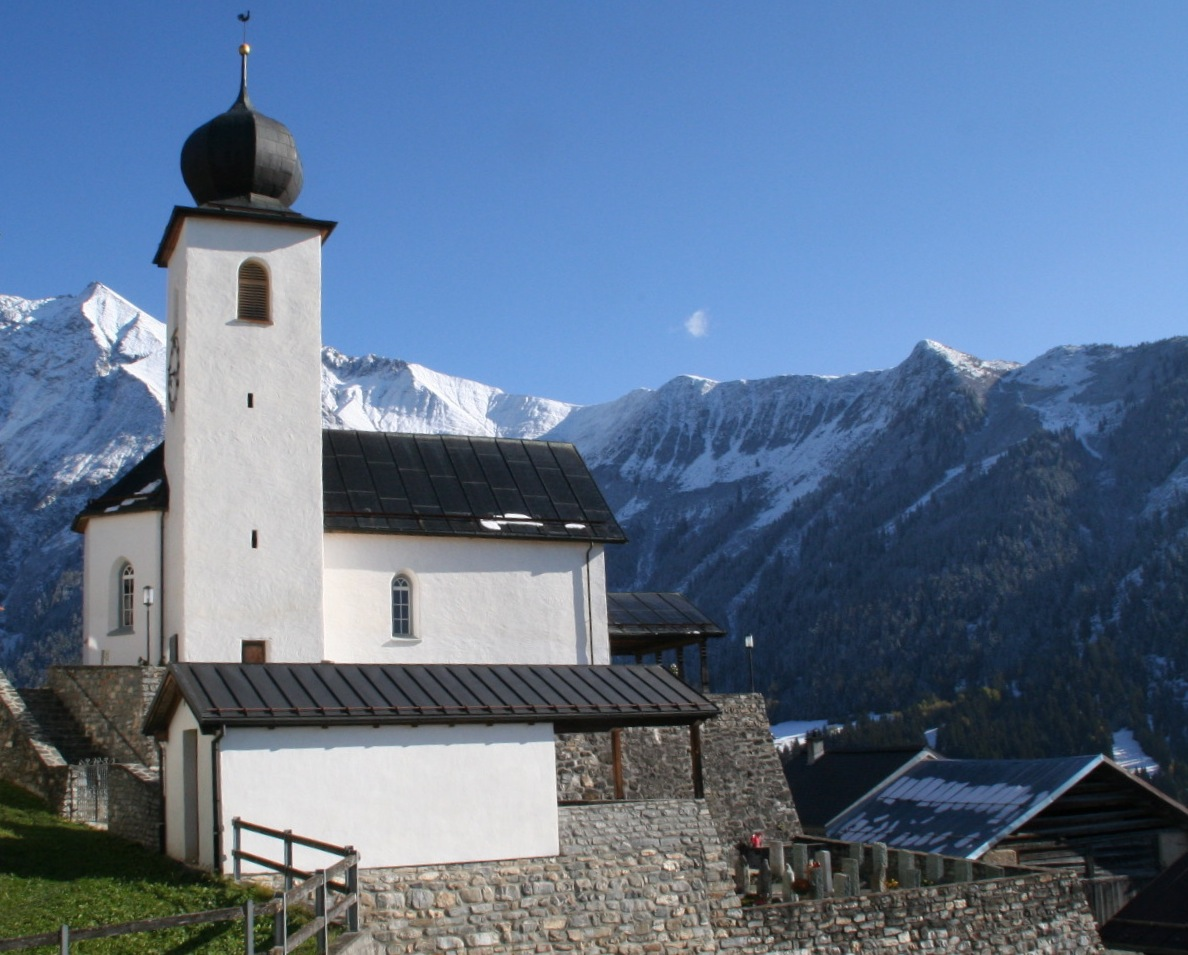
Reformierte Kirche Riein

Die reformierte Kirche in Riein am Übergang von der Gruob ins Val Lumnezia ist ein evangelisch-reformiertes Gotteshaus unter dem Denkmalschutz des Kantons Graubünden.

## Geschichte und Ausstattung
Ersturkundlich bezeugt ist etwa 840 eine Kirche in königlichem Besitz, die auch das Recht hatte, den Zehnten zu erheben. 960 wurde sie an das Bistum Chur übertragen. 1487 steht die Kirche unter dem Patrozinium des heiligen Nazarius. In dieser Zeit erfolgte auch die Loslösung von der Mutterkirche in Sagogn. Die Reformation wurde in Riein recht früh bereits 1526 angenommen.
Der an der Hangseite befindliche Turm fällt durch seine Breite und durch den ausgeprägten Zwiebelhelm auf. Das Kirchenschiff ist durch ein Walmdach bedeckt. Die Chordecke im Inneren wird durch ein Netzgewölbe getragen und durch eine polygonale Kanzel ohne Schalldeckel linksseitig begrenzt. Im Zentrum des Chores steht eine Orgel mit Dreifachprospekt, der ein Tauf- und Abendmahlstisch vorangestellt ist.

## Kirchliche Organisation
Die Evangelisch-reformierte Landeskirche Graubünden führt Riein mit Castrisch, wo sich auch das Pfarrhaus befindet, und der Diaspora in Sevgein als Teil der Kirchgemeinde Castrisch/Riein/Sevgein.

## Galerie

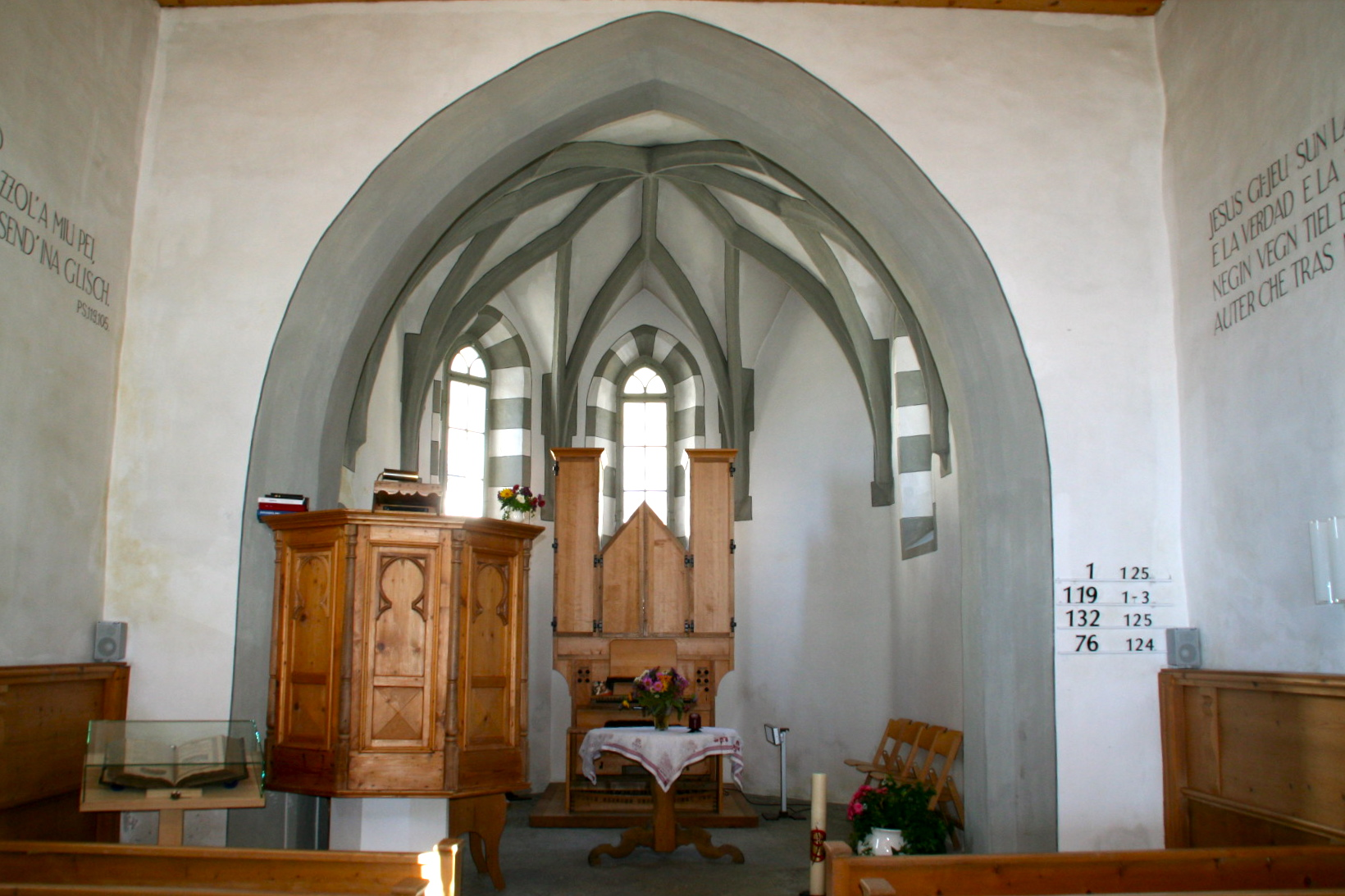
Inneres
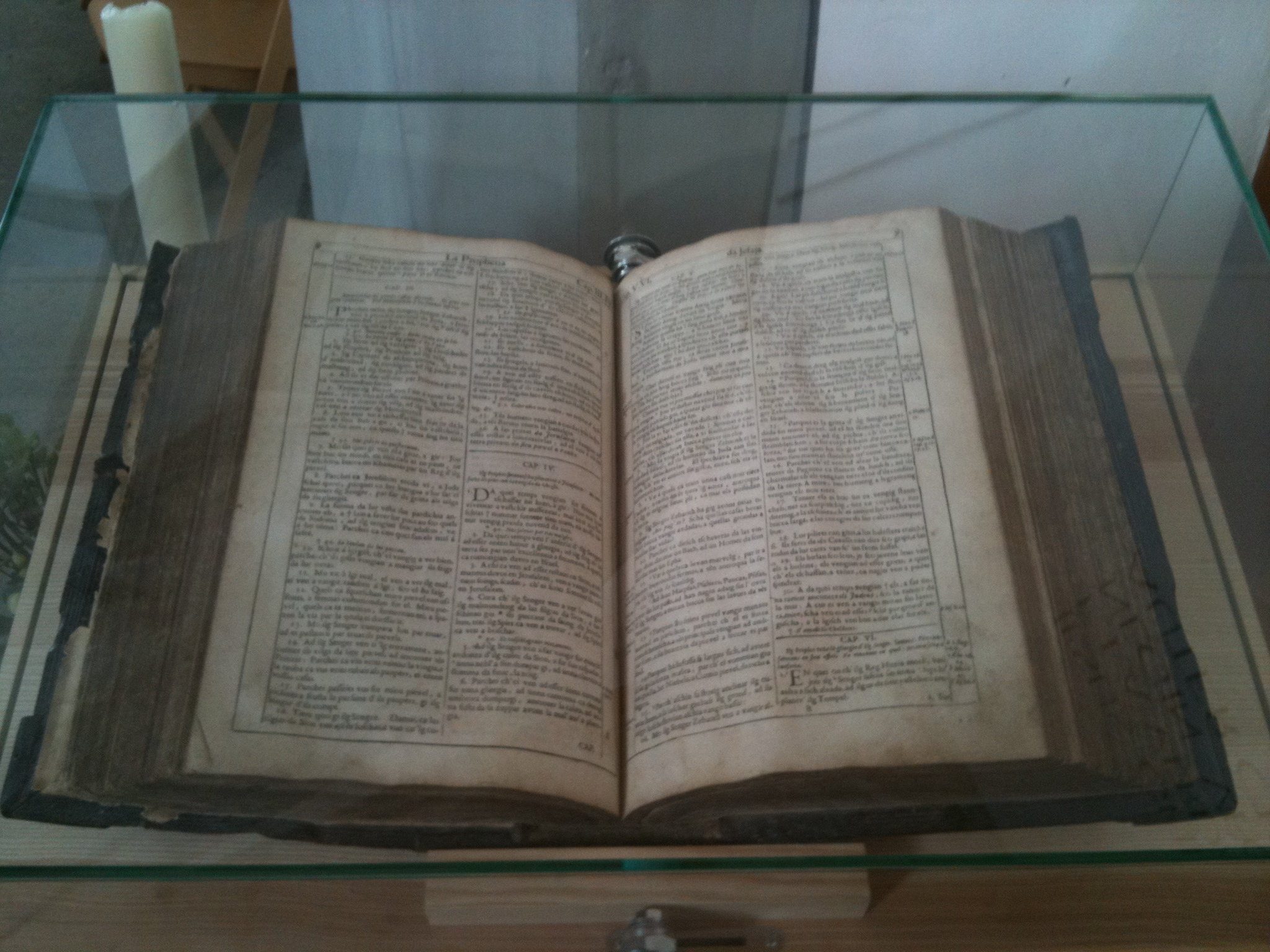
Alte Bibel auf Sursilvan
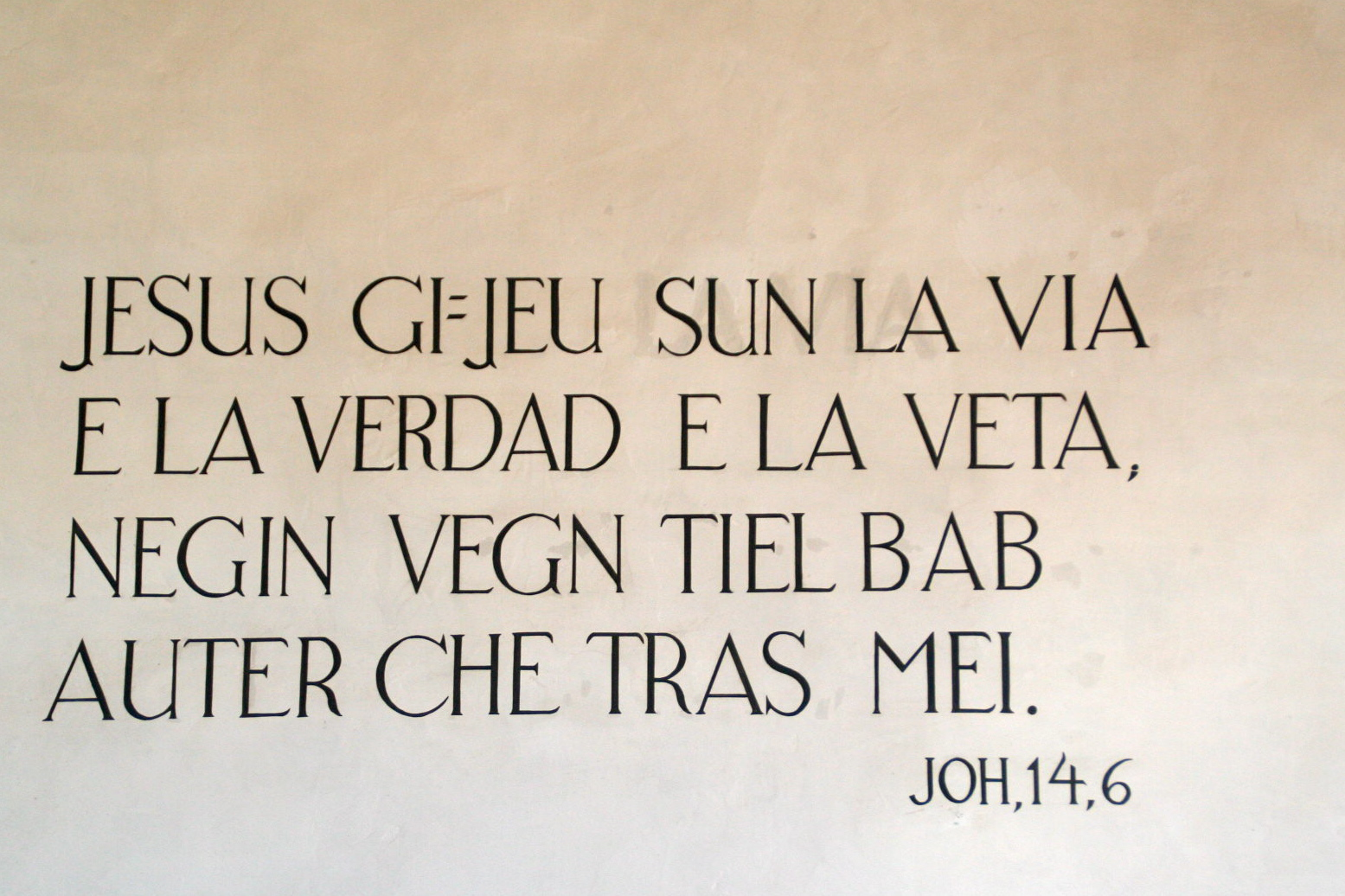
Surselvischer biblischer Wandspruch: "Jesus spricht: Ich bin der Weg und die Wahrheit und das Leben. Niemand kommt zum Vater als nur durch mich."